# IC 1392
IC 1392 ist eine linsenförmige Galaxie vom Hubble-Typ E-S0 im Sternbild Schwan am Nordsternhimmel. Sie ist schätzungsweise 206 Millionen Lichtjahre von der Milchstraße entfernt.
Das Objekt wurde am 12. September 1866 von Truman Henry Safford entdeckt.